# الغویز
ال قویز یک منطقهٔ مسکونی در امارات متحده عربی است که در رأس‌الخیمه واقع شده‌است.

## خصوصیات
ال قویز ۲۰ متر بالاتر از سطح دریا واقع شده‌است.